# Omicron2 Cygni
Omicron2 Cygni (ο2 Cyg / 32 Cygni) è una stella nella costellazione del Cigno di magnitudine apparente +3,96, distante circa 1100 anni luce dal sistema solare. Condivide la lettera Omicron nella nomenclatura di Bayer con ο1 Cygni, nonostante non esista una relazione fisica tra le due stelle.

## Caratteristiche
ο2 Cygni è una binaria a eclisse ampia, composta da una supergigante arancione di tipo spettrale K3Ib e da una bianco-azzurra di sequenza principale, la variazione di magnitudine causata dall'eclisse è di appena 0,06 magnitudini. la luminosità della supergigante arancione è 11.000 volte superiore a quella del Sole, la massa quasi 10 volte maggiore, e il diametro è 230 volte quello solare, cioè all'incirca 2 UA.
La stella azzurra è invece circa 5 volte più massiccia del Sole, con un diametro 3,5 volte superiore.
Il sistema è relativamente giovane, circa 20 milioni di anni, e il suo interesse, come nel caso di ε Aurigae, è poter osservare la supergigante quando la stella blu viene eclissata dalla sua tenue e semitrasparente atmosfera, retroilluminandola e permettendo studi altrimenti impossibili.